# Dłutów (gemeente)
De gemeente Dłutów is een landgemeente in het Poolse woiwodschap Łódź, in powiat Pabianicki.
De zetel van de gemeente is in Dłutów.
Op 30 juni 2004 telde de gemeente 4090 inwoners.

## Oppervlaktegegevens
In 2002 bedroeg de totale oppervlakte van gemeente Dłutów 100,47 km², waarvan:
- agrarisch gebied: 55%
- bossen: 37%

De gemeente beslaat 20,47% van de totale oppervlakte van de powiat.

## Demografie
Stand op 30 juni 2004:
| Omschrijving                   | Totaal | Totaal | Vrouwen | Vrouwen | Mannen | Mannen |
| ------------------------------ | ------ | ------ | ------- | ------- | ------ | ------ |
| eenheid                        | aantal | %      | aantal  | %       | aantal | %      |
| inwoners                       | 4090   | 100    | 2043    | 50      | 2047   | 50     |
| bevolkingsdichtheid (inw./km²) | 40,7   | 40,7   | 20,3    | 20,3    | 20,4   | 20,4   |

In 2002 bedroeg het gemiddelde inkomen per inwoner 1217,33 zł.

## Administratieve plaatsen (sołectwo)
Budy Dłutowskie, Czyżemin, Dąbrowa, Dłutów, Dłutówek, Drzewociny, Huta Dłutowska, Lesieniec, Leszczyny Duże, Leszczyny Małe, Łaziska, Mierzączka Duża, Orzk, Pawłówek, Piętków, Redociny, Stoczki-Porąbki, Ślądkowice, Świerczyna, Tążewy.
Zonder de status sołectwo : Kociołki-Las

## Aangrenzende gemeenten
Dobroń, Drużbice, Grabica, Pabianice, Tuszyn, Zelów